# Język kitański
Język kitański – wymarły język wywodzący się grupy języków ałtajskich używany w Mongolii, Mandżurii i północnych Chinach.
Ostatni  użytkownicy wymarli zapewne ok. XIII wieku, zachowały się jednak inskrypcje w piśmie Kitanów, które pozostają w większości nieodczytane. Uważa się, że kitański był blisko spokrewniony ze staromongolskim.